# Hyss i hytten
Hyss i hytten (engelska: Double Bunk) är en brittisk komedifilm från 1961 i regi av C.M. Pennington-Richards.

## Handling
Två par ger sig ut på en, vad de tänkt sig, rofylld tur längs med Themsen i en begagnad husbåt.

## Rollista i urval
- Ian Carmichael - Jack
- Janette Scott - Peggy
- Sid James - Sid
- Liz Fraser - Sandra
- Dennis Price - Watson
- Reginald Beckwith - Mr. Harper
- Irene Handl - Mrs. Harper
- Noel Purcell - O'Malley
- Michael Shepley - Granville-Carter
- Miles Malleson - pastor Thomas
- Terry Scott - polis